# Чжунсянь
Чжунся́нь' (кит. упр. 忠县, пиньинь Zhōng xiàn) — уезд города центрального подчинения Чунцин (КНР).

## История
При империи Западная Хань здесь существовал уезд Линьцзян (临江县). При империи Тан в 634 году была образована область Чжунчжоу (忠州). При империи Южная Сун в 1265 году область была ликвидирована, но при империи Юань восстановлена.
После Синьхайской революции и образования Китайской республики область Чжунчжоу в 1913 году была преобразована в уезд Чжунсянь провинции Сычуань.
В 1997 году уезд Чжунсянь был передан под юрисдикцию Чунцина.

## Административно-территориальное деление
Уезд Чжун делится на 22 посёлка и 6 волостей.